# 日光菩薩

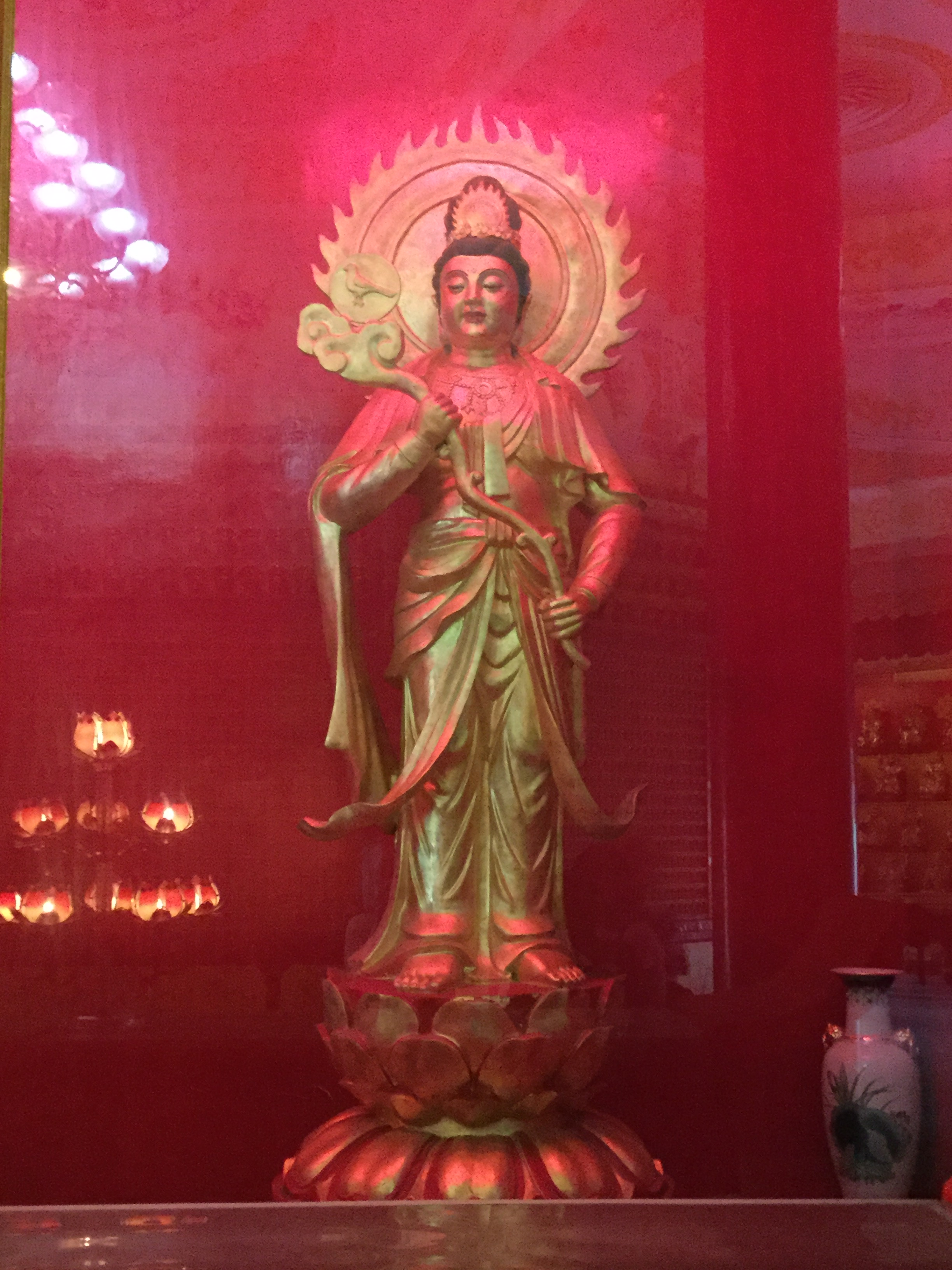
日光菩薩像、中国廣東省汕頭市天壇花園

日光菩薩（にっこうぼさつ）は、仏教における薬師如来の脇侍としての一尊であり、月光菩薩と共に薬師三尊を構成している菩薩のことである。日光遍照菩薩あるいは日光普照菩薩とも呼ばれ、薬師仏の左脇に侍する。
『薬師経』に依れば、日光菩薩は、一千もの光明を発することによって広く天下を照らし、そのことで諸苦の根源たる無明の闇を滅尽するとされる。
造形上は、月光菩薩と対になるように、対称的に造形される。つまり、日光菩薩が右腕を上げ左腕を垂らす場合は、月光菩薩が左腕を上げて右腕を垂らすといった姿形がとられる。また、その上げた方の手の親指と人差指で輪を作る作例が多い。さらに、宝冠と持物に太陽を表す標幟を表現することも多い。
日本における作例としては、奈良市の薬師寺金堂の薬師三尊像の脇侍立像（銅造、国宝）がよく知られる。奈良や京都およびその周辺地に残る日光菩薩像は、飛鳥時代から奈良時代にかけて造立されたものも数多く残るが、関東に残るものは平安時代後期から鎌倉時代頃の作である。